# Блиновский (Новосибирская область)
Блиновский — упразднённый посёлок в Убинском районе Новосибирской области. Входил в состав Кожурлинского сельсовета. Ликвидирован в 2011 г.

## География
Площадь посёлка — 27 гектаров.

## Население
| 2002 | 2010 |
| ---- | ---- |
| 30   | ↘0   |

## Инфраструктура
В посёлке по данным на 2007 год отсутствует социальная инфраструктура.